# Kornelivka, Jîdaciv
Kornelivka (în ucraineană Корнелівка, în germană Kornelowka) este un sat în comuna Oblaznîțea din raionul Jîdaciv, regiunea Liov, Ucraina. Satul a fost locuit de germanii galițieni.

## Demografie
Componența lingvistică a localității Kornelivka
     Ucraineană (100%)
Conform recensământului din 2001, toată populația localității Kornelivka era vorbitoare de ucraineană (100%).